# Музей первобытного искусства
Музей первобытного искусства (англ. Museum of Primitive Art, сокр. MPA) — ныне несуществующий музей, посвященный раннему искусству коренных культур Африки, Америки, Азии, Европы и Океании.
Основан в 1954 году Нельсоном Рокфеллером, который пожертвовал ему часть своей собственной коллекции племенного искусства.

## История
Музей был зарегистрирован 17 декабря 1954 года как Музей искусства коренных народов (Museum of Indigenous Art). Однако этот термин не получил тогда широкого понимания публики, и 21 декабря 1956 года в устав были внесены изменения и название было изменено на Музей первобытного искусства (Museum of Primitive Art). Музей открылся для публики 21 февраля 1957 года в таунхаусе по адресу 13 and 15 West 54th Street в Нью-Йорке, представив первую из восьмидесяти пяти выставок.
Нельсон Рокфеллер использовал дом номер 13 в качестве офиса с 1940-х годов до своей смерти в 1979 году; он купил дом номер 15 и использовал его как Музей примитивного искусства. Комиссия по сохранению достопримечательностей Нью-Йорка объявила этот дом официальной достопримечательностью в 1981 году, а в 1990 году он был добавлен в Национальный реестр исторических мест.
Роберт Голдуотер стал первым директором музея (с 1957 по 1973 год). После его смерти в 1973 году куратор музея Дуглас Ньютон (1920—2001), специалист по искусству Тихого океана, в январе 1974 года был назначен его вторым и последним директором.
Последняя выставка в Музее первобытного искусства закончилась в декабре 1974 года; он закрыл свои двери для публики 1 января 1975 года. После смерти Нельсона Рокфеллера в 1979 году его коллекция в этом же году по завещанию перешла Метрополитен-музею.